# Metachaetoderma
Metachaetoderma is een geslacht van schildvoetigen uit de  familie van de Limifossoridae.

## Soort
- Metachaetoderma challengeri (Nierstrasz, 1903)